# Korowinskaja (rejon charowski)
Korowinskaja (ros. Коровинская) – wieś w Rosji, w rejonie charowskim obwodu wołogodzkiego. W 2021 r. była niezamieszkana.